# Ludiinae
De Ludiinae zijn een onderfamilie van vlinders uit de familie nachtpauwogen (Saturniidae).

## Geslachten
- Campimoptilum
- Carnegia
- Goodia
- Ludia
- Orthogonioptilum
- Pseudoludia
- Vegetia
- Yatanga